# Ochrota somalensis
Ochrota somalensis är en fjärilsart som beskrevs av Embrik Strand 1922. Ochrota somalensis ingår i släktet Ochrota och familjen björnspinnare. Inga underarter finns listade i Catalogue of Life.